# Kampfar (EP)
Kampfar je prvi EP istoimenog norveškog black metal-sastava. EP je u veljači 1996. godine objavila diskografska kuća Season of Mist.

## Popis pjesama
| 1.    | »Kampfar«     | 9:03 |
| 2.    | »Hymne«       | 7:02 |
| 3.    | »Hjemkomsten« | 2:35 |
| 18:40 |               |      |

## Zasluge
Kampfar
- Dolk – vokali, bubnjevi
- Thomas – gitara, bas-gitara

Ostalo osoblje
- Sven Helgesen – logotip
- Demonic – redizajnirani logotip